# Geschäftsraummiete
Die Geschäftsraummiete ist eine Immobiliarmiete von geschäftlich genutzten Räumen wie Arztpraxen, Büros, Gaststätten, ganzen Gewerbeimmobilien, Ladenlokalen oder Lagerhallen.
Sie ist Teil des gewerblichen Mietrechts.

## Rechtsfragen
Für den Geschäftsraummietvertrag gelten zunächst die allgemeinen Vorschriften des Mietrechts (§§ 535 bis § 548 BGB). Weiterhin klärt § 578 Abs. 2 BGB, welche weiteren Vorschriften für die Geschäftsraummiete gelten (nämlich § 552 Abs. 1 BGB, § 554 Abs. 1 bis 4 BGB und § 569 Abs. 2 BGB).

## Abgrenzung Wohnraum – Geschäftsraum – sonstige Räume
Der Begriff Wohnraum umfasst Räume, die zum Wohnen, also vor allem zum Schlafen, Essen, dauernder privater Nutzung, bestimmt und Innenteil eines Gebäudes sind. Eine Wohnung bildet die Summe der Räume, die die Führung eines Haushalts ermöglichen. Deshalb gehört dazu eine Kochgelegenheit sowie Wasserversorgung, Abfluss und WC. Eine Wohnung dient dem Menschen dazu, seinen Lebensmittelpunkt zu gestalten.
Geschäftsräume sind dagegen alle Räume, die zu Zwecken des Erwerbs angemietet werden, also für gewerbliche oder andere selbständige Tätigkeiten. Daneben existieren noch sonstige Räume, die weder Wohn- noch Gewerberaum sind, wie z. B. private Garagen, Hobbyräume und von Vereinen selbst genutzte Sporthallen.
Der Begriff des Geschäftsraums ist also enger als der des Raums und darf nicht mit diesem verwechselt werden. Abgrenzungskriterium ist die private oder geschäftliche Nutzung: Was privat angemietet wird, sind Räume, alles andere sind Geschäftsräume.

## Abgrenzung Miete – Pacht
In der Praxis ist die Abgrenzung der Geschäftsraummiete von der Unternehmenspacht bedeutsam. „Betroffene“ Objekte sind häufig Gaststätten, Imbissbetriebe, eingerichtete Büros u. Ä. Obwohl nach § 581 Abs. 2 BGB das Mietrecht entsprechend für die Pacht gilt, kann es wegen z. T. unterschiedlicher Rechtsfolgen große Bedeutung haben, um welche Art von Vertrag es sich tatsächlich handelt.
Wichtige Unterschiede zwischen Miete und Pacht sind:
- Die gesetzliche Kündigungsfrist für Geschäftsraummiete und Pacht beträgt ein halbes Jahr (§ 584 Abs. 1 BGB). Pachtverträge sind aber nur zum Ende des Pachtjahres kündbar, Geschäftsraummietverträge hingegen zum Ende eines jeden Vierteljahres.
- Der Pächter hat kein besonderes Kündigungsrecht, wenn der Verpächter die Unterverpachtung verweigert (§ 584a Abs. 1 BGB), der Mieter schon (§ 540 Abs. 1 Satz 2 BGB).
- Nach § 584a Abs. 2 BGB dürfen nur die Erben des Pächters bei dessen Tod, nicht aber der Verpächter außerordentlich kündigen.

Für die Unterscheidung der Pacht von der Geschäftsraummiete ist die Rechtsprechung des Bundesgerichtshofs praxisrelevant. Danach spricht für die Annahme eines Pachtvertrages, wenn nicht nur Räume zur Verfügung gestellt, sondern daneben andere Leistungen erbracht werden, die geeignet sind, das Gewerbe dauerhaft zu fördern. Das liegt natürlich dann vor, wenn Räume mit Einrichtung oder ein komplett betriebsbereites Objekt (z. B. eine Gaststätte) zur Verfügung gestellt werden. Der BGH legt dies weit aus und lässt bereits den Nachweis einer günstigen Bezugsquelle für Inventar oder die Bereitstellung eines Kredits zur Anschaffung genügen.

## Mischmietverhältnisse
Ein in der Praxis nicht seltenes Mischmietverhältnis liegt vor, wenn die Parteien (nur) einen einzigen Vertrag über Wohn- und Geschäftsraum geschlossen haben, das Objekt aber abweichend davon zusätzlich auch zu Wohn- bzw. Geschäftszwecken genutzt wird. Anders als man zunächst vermuten könnte, handelt es sich nicht um mehrere Mietverhältnisse mit womöglich unterschiedlichen Rechtsfolgen, sondern es bleibt bei einem einheitlichen Mietverhältnis, und es ist zu klären, wie dieses rechtlich einzuordnen ist:
- Der Gaststättenpächter bewohnt auf Basis eines einheitlichen Vertrags auch eine Wohnung im selben Haus („Wirtewohnung“).
- Ein Freiberufler (Architekt, Anwalt) hat in der Privatwohnung sein Büro.
- Eine Mutter betreibt gewerblich die Betreuung von Kindern in der Mietwohnung (Tagesmutter).

Besonders aus folgenden Gründen ist es wichtig, die Frage, ob es sich um Wohn- oder Geschäftsraum handelt, eindeutig zu klären:
- Wegen des unterschiedlichen Gerichtsstands der Wohn- und Geschäftsraummiete ist eine genaue Klassifizierung unumgänglich, damit nicht das falsche Gericht angerufen wird.
- Es gelten unterschiedliche Kündigungsfristen.
- Es gelten z. T. deutlich schärfere gesetzliche Bestimmungen bei Wohnraum, vgl. etwa § 556 Abs. 3 Satz 2 BGB (Ausschlussfrist für Betriebskostennachforderungen, wenn Abrechnungsfrist von einem Jahr überschritten).
- Unterschiedliche bzw. fehlende gesetzliche Regelungen zur Mieterhöhung, Vollstreckungsschutz etc.

Dass der Mieter Wohnraum zu gewerblichen Zwecken (mit)benutzt, lässt für sich allein nicht den Schluss auf eine gewerbliche Vermietung zu. Ein Wohnraummietverhältnis bleibt auch dann ein solches, wenn der Mieter in der vermieteten Wohnung – vertragswidrig – eine gewerbliche Tätigkeit ausübt.  Dies gilt auch im umgekehrten Fall. Entscheidend ist vielmehr der wahre, das Rechtsverhältnis prägende Vertragszweck, d. h. das, was dem tatsächlichen und übereinstimmenden Willen der Parteien entspricht. Der Wille der Parteien ist notfalls nach allgemeinen Auslegungsregeln gemäß § 133, § 157 BGB zu ermitteln. Dabei ist immer auf den Zeitpunkt des Vertragsabschlusses abzustellen. Zu fragen ist: Wollten die Parteien einen Wohn- oder einen Geschäftsraummietvertrag schließen?
Auslegungs- und Abgrenzungskriterium dafür ist vor allem der „Vertragsschwerpunkt“, was sich wiederum primär nach der überwiegenden Nutzungsart bestimmt (sog. „Übergewichtstheorie“); Unterpunkte dieser Prüfung sind: der Vertragszweck, Flächenanteile wie im Mietvertrag oder der Nebenkostenabrechnung ausgewiesen, tatsächlich genutzte Flächen, Aufteilung der Miete oder Pacht.

## Wirtschaftliche Aspekte
Die Geschäftsraummiete zählt in der Gewinn- und Verlustrechnung zu den Raumkosten, die nach § 275 Abs. 2 Nr. 8 HGB zu den „sonstigen betrieblichen Aufwendungen“ (Gesamtkostenverfahren) oder nach § 275 Abs. 3 Nr. 5 HGB zu den „allgemeinen Verwaltungskosten“ (Umsatzkostenverfahren) gehören. Die Höhe der Miete hängt einerseits von der Mietfläche und andererseits von der Lage der Immobilie (Geschäftslage) ab. Für den Erfolg des Gewerbes sind insbesondere folgende Kriterien von Bedeutung: Bevölkerungsentwicklung, Bevölkerungsstruktur, Kaufkraftpotenzial, Marktpotenzial, vorhandene Parkplätze, Passantenfrequenz (im Handel), Straßenanschlüsse, Bahnhof, Hafen oder Flughafen (Industrie). 1A-Lagen (meist in Fußgängerzonen) mit hoher Passantenfrequenz weisen die höchsten Mieten auf. Hier tendieren die Mieter dazu, durch Schnelldreher die Deckungsbeiträge für die hohen Mieten zu erwirtschaften.